# والدبرول
شهر والدبرول (به آلمانی: Waldbröl) در ایالت نوردراین-وستفالن در کشور آلمان واقع شده‌است.